# Madame Pompadour (operetka)
Madame Pompadour (niem. Madame Pompadour) – operetka Leo Falla w trzech aktach z 1922 roku. Premiera miała miejsce 20 marca 1922 roku w Berlinie. Libretto zostało napisane przez Rudolfa Schanzera i Ernsta Welischa.

## O utworze
Na dwa lat przed przedwczesną śmiercią Fall odniósł ostatni duży sukces operetką Madame Pompadour. Libretto napisali Rudolf Schanzer i Ernst Welisch, autorzy tekstu do wystawionej rok wcześniej innej operetki Falla, Słowika hiszpańskiego. Libretto przedstawia Paryż z okresu poprzedzającego rewolucję: przesyconą erotyką atmosferę miasta, osoby dyplomatów i dworaków wersalskich, bywalców piwnicznych knajpek, króla Ludwika, pamflecistę Calicota, szpicla Pularda, wesołą Jeanne. Ewokuje jednak równocześnie apokaliptyczną wizję Berlina. W muzyce Falla, w której wszystko jest wdziękiem, dowcipem i zabawą, od czasu do czasu, jakby z daleka tylko, dobiegają głuche odgłosy przyszłych wybuchów. Melodie walca Dziś mógłby szczęścia u mnie spróbować, zabawnego duetu Józefie, ach, Józefie należą do najlepszych utworów Falla. Oprócz nich uwagę zwracają jeszcze walc-piosenka Kolacja we dwoje, marsz Wiernym ja twym poddanym, serenada Madame Pompadour oraz wyszukane ansamble i finały.
Do sukcesu berlińskiej premiery przyczyniła się znakomita kreacja Fritzi Massary. Melodie operetki stały się wielkimi przebojami. W Polsce Madame Pompadour wystawiano kilkakrotnie z dużym powodzeniem. Najwybitniejszą polską odtwórczynią roli tytułowej była Kazimiera Niewiarowska, w roli Calicota upamiętnili się najpierw Józef Redo, a później Ludwik Sempoliński. Libretto tłumaczył Kazimierz Wierzyński.